# Tricholoma triste
Tricholoma triste (Scop.) Quél. – gatunek grzybów należący do rzędu pieczarkowców (Agaricales).

## Systematyka i nazewnictwo
Pozycja w klasyfikacji według Index Fungorum: Tricholoma, Tricholomataceae, Agaricales, Agaricomycetidae, Agaricomycetes, Agaricomycotina, Basidiomycota, Fungi.
Po raz pierwszy zdiagnozował go w 1772 r. Joannes Antonius Scopoli, nadając mu nazwę Agaricus tristis. Obecną, uznaną przez Index Fungorum nazwę nadał mu Lucien Quélet w 1874 r. Niektóre synonimy:
- Tricholoma myomyces var. triste (Scop.) J.E. Lange 1933
- Tricholoma terreum var. triste (Scop.) Costantin & L.M. Dufour 1891
- Tricholoma triste var. scalpturatodes Bon 1994

## Morfologia
Kapelusz
Średnica 1,5–2,8 cm, początkowo dzwonkowaty, potem szeroko wypukły, na koniec płaskowypukły. Powierzchnia szorstka, za młodu owłosiona, błyszcząca lub drobno łuskowata, często promieniście popękana i odsłaniająca białawy miąższ. Brzeg podwinięty, w młodym wieku mocno strzępiasty, szarawobrązowy, często jaśniejszy od reszty kapelusza.
Blaszki
Faliste, jasnoszare do szarych, o szerokości 2–5 mm, dość gęste, cienkie do nieco grubych. Ostrza ząbkowane, tej samej barwy.
Trzon
Wysokość 2–3 cm, grubość 0,7–1 cm, cylindryczny z lekko bulwiastą podstawą i grzybnią u podstawy. Powierzchnia jasnoszara, sucha, jedwabiście włóknista, z łuszczącym się wierzchołkiem, biała do bardzo jasnoszarej. Brak pierścienia i pochwy.
Miąższ
Białawy, bez wyraźnego zapachu i smaku.
Cechy mikroskopowe
Bazydiospory 6–9 × 3,8–5 µm, Q = 1,5–2,3 µm, Qav = 1,9, elipsoidalne do wąsko elipsoidalnych, w 5% KOH szkliste, nieamyloidalne, gładkie, z wydatnym wierzchołkiem. Podstawki 17–32 × 4,8–7,8 µm, cienkościenne, w 5% KOH szkliste, maczugowate, 4-zarodnikowe. Cheilocystydy 26–34 × 5,3–7,3 µm, maczugowate lub jajowate, w 5% KOH szkliste. Skórka w kapeluszu typu cutis do trichoderma, zbudowana ze strzępek o szerokości 3,6–7,9 µm, w KOH szklistych, cienkościennych, rozgałęzionych, z przegrodami, słabo zróżnicowanych, bez sprzążek. Skórka trzonu typu cutis, składająca się z cylindrycznych strzępek o średnicy 2,5–8 µm, rozgałęzionych, septowanych, równoległych, cienkościennych, w KOH szklistych. Kaulocystydy 7–16 × 5–7 µm, nieliczne, wąsko maczugowate, wąsko stożkowe, bez sprzążek.

## Występowanie
Znane jest występowanie Tricholoma triste w Ameryce Północnej, Europie i Azji, podano także jeden rejon występowania w Ameryce Południowej. W Polsce po raz pierwszy jego stanowiska w 2020 r. podali B. Gierczyk i T. Ślusarczyk.
Gąski to naziemne grzyb mykoryzowy tworzące ektomykoryzy z drzewami.